# لامینین
لامینین یکی از پروتئین‌های اصلی غشای پایه است. لامینین‌ها مهم‌ترین و فعالترین بخش غشای پایه هستند که در تمایز سلولی، مهاجرت سلولی، اتصال سلولی و زنده ماندن آن‌ها نقش دارند.
لامینین‌ها به صورت هتروتری‌مرهایی از سه زیرواحد آلفا، بتا و گاما هستند.

## بازگشتار
- The Laminin Protein